# Dolcè
Dolcè (velenceiül Dolsè) település Olaszországban, Veneto régióban, Verona megyében. Lakosainak száma 2487 fő (2023. január 1.). Dolcè Avia, Fumane, Rivoli Veronese, Sant'Ambrogio di Valpolicella, Sant'Anna d'Alfaedo és Brentino Belluno községekkel határos.

## Népesség
A település népességének változása:
| Lakosok száma | 2587 | 2575 | 2487 |
|               | 2017 | 2018 | 2023 |